# Kuzhnen
Kuzhnen – wieś położona w północnej części Albanii w gminie Gjegjan. Wieś znajduje się 65 kilometrów od stolicy państwa, Tirany.

## Demografia
Według spisu ludności z 1989 roku we wsi Kuzhnen mieszkało 528 mieszkańców.